# Монтелаббате
Монтелаббате (итал. Montelabbate) — коммуна в Италии, располагается в регионе Марке, в провинции Пезаро-э-Урбино.
Население составляет 6482 человека (2008 г.), плотность населения составляет 331 чел./км². Занимает площадь 20 км². Почтовый индекс — 61025. Телефонный код — 0721.
Покровителями коммуны почитаются святые Кирик и Иулитта, празднование 15 июля.

## Демография
Динамика населения:

## Администрация коммуны
- Официальный сайт: http://www.montelabbate.net